# Диллинг
Диллинг (араб. الدلنج‎) — город на юге Судана, расположенный на территории штата Южный Кордофан. Административный центр одноимённого округа.

## Географическое положение
Город находится в северной части штата, на плато Кордофан, на высоте 687 метров над уровнем моря.
Диллинг расположен на расстоянии приблизительно 112 километров к северу от Кадугли, административного центра штата и на расстоянии 480 километров к юго-западу от Хартума, столицы страны.

## Климат
| Показатель                    | Янв. | Фев. | Март | Апр. | Май  | Июнь | Июль  | Авг.  | Сен.  | Окт. | Нояб. | Дек. | Год   |
| ----------------------------- | ---- | ---- | ---- | ---- | ---- | ---- | ----- | ----- | ----- | ---- | ----- | ---- | ----- |
| Средний суточный максимум, °C | 31,2 | 32,5 | 35,1 | 37,1 | 36,6 | 34,3 | 31,0  | 30,0  | 31,7  | 33,9 | 33,2  | 31,4 | 33,2  |
| Средняя температура, °C       | 22,8 | 24,1 | 26,8 | 29,1 | 29,3 | 27,9 | 26,0  | 25,1  | 25,8  | 26,7 | 25,2  | 23,2 | 25,2  |
| Средний суточный минимум, °C  | 14,4 | 15,7 | 18,5 | 21,1 | 22,0 | 21,6 | 20,9  | 20,1  | 20,0  | 19,6 | 17,1  | 15,0 | 17,2  |
| Норма осадков, мм             | 0,0  | 0,0  | 0,6  | 3,9  | 28,5 | 80,9 | 144,8 | 142,7 | 107,4 | 34,6 | 0,5   | 0,0  | 543,9 |
| Источник: ,                   |      |      |      |      |      |      |       |       |       |      |       |      |       |

## Демография
По данным переписи 2008 года численность населения Диллинга составляла 59 089 человек.
Динамика численности населения города по годам:
| 1973   | 1983   | 2008   |
| ------ | ------ | ------ |
| 19 216 | 24 681 | 59 089 |

В этническом составе населения представлены нубийцы, арабы и фульбе.

## Транспорт
К югу от города расположен одноимённый аэропорт. В северной части города располагается железнодорожная станция.